# Nag Hammadi
Knjižnica Nag Hammadi (čiji su tekstovi znani i pod pojmom „Gnostička evanđelja“) je kolekcija ranokršćanskih i gnostičkih tekstova koji su 1945. godine otkriveni u blizini Gornjeg Egipta u mjestu Nag Hammadi.

## Opis
Otkriveno je 13 kodeksa koji su bili zakopani u posudama (krčazima), a sasvim slučajno ih je pronašao lokalni poljoprivrednik Muhammed al-Samman. Kodeksi sadrže 52 uglavnom gnostička teksta, ali oni također uključuju i tri djela koja se dotiču sadržaja 'Corpusa Hermeticuma' i svojevrsnog prijevoda Platonovog djela 'Republica'. U svojem uvodu knjige 'Nag Hammadi Library in English', James Robinson predlaže da su ti kodeksi možda pripadali vlasništvu obližnjeg samostana Pachomian i da su bili zakopani nakon što je Sveti Atanazije osudio uporabu nekanonskih knjiga u svojemu pismu iz 367. godine. Otkriće ovih tekstova uvelike je doprinijelo nastojanjima suvremenih znanstvenika u njihovu boljem upoznavanju ranokršćanske povijesti i gnosticizma. Sadržaj kodeksa napisan je na koptskom jeziku. Najpoznatiji od otkrivenih tekstova vjerojatno je Evanđelje po Tomi, koje od svih tekstova iz Nag Hammadija sadrži kompletan tekst. Nakon toga otkrića, znanstvenici su uvidjeli da se određeni fragmenti teksta, koji se pripisuju Isusovim izrekama, također mogu pronaći u rukopisu otkrivenom 1898. godine kod mjesta Oksirinha (P. Oxy. I.), a prepoznata je i njihova sličnost s drugim ranokršćanskim izvorima. Posljedično tomu, kao datum nastanka grčkog originala koptske verzije Evanđelja po Tomi predlažu se 1. ili 2. st. (cca 80. godina). Otkriven rukopis na koptskom datiran je u 3. ili 4. st. Kodeksi iz Nag Hammadija smješteni su u Koptskom muzeju u Kairu, Egipat.